# La Algecira
La Algecira es una localidad española perteneciente a la provincia aragonesa de Teruel. Situada en la comarca del Maestrazgo desde 1970 forma parte del municipio de Castellote habiendo pertenecido anteriormente al municipio de Ladruñan hasta la integración de ambos y considerándose actualmente pedanía del primero. La Algecira cuenta en la actualidad (2016) con 2 habitantes, según el INE, si bien en los censos anteriores de los años 1900 y 1950 tenía una población de 97 y 69 habitantes respectivamente. 
Se encuentra situado en el valle del río Guadalope. En el lugar aparece un interesante bosque de galería formado por chopos y sauces. Entre terrenos cercanos al municipio destacan principalmente las hoces del río, compuestos por materiales mesozoicos (principalmente cretácicos), y especialmente el monumento natural puente de Fonseca y las pinturas rupestres pertenecientes al arte levantino de los alrededores.
Arquitectónicamente destaca el propio caserío de la localidad y la Ermita de San Joaquín, en el centro del núcleo urbano. Las fiestas patronales de La Algecira se celebran en honor a San Joaquín durante el mes de agosto con una romería desde el cercano municipio de Ladruñán.